# Pseudaletia saccharivora
Pseudaletia saccharivora là một loài bướm đêm trong họ Noctuidae.